# Straßenbahn Orange
Die Stadt Orange im US-Bundesstaat New Jersey besaß von 1887 bis 1929 einen eigenen Straßenbahnbetrieb. Daneben war die Stadt von 1862 bis 1951 mit bis zu drei Linien an das Netz der Straßenbahn Newark angeschlossen. Zwischen den beiden Netzen bestanden Gleisverbindungen und gemeinsam genutzte Abschnitte. Außerdem lag die Strecke der Straßenbahn West Orange–South Orange auf einem Teilabschnitt im Stadtgebiet von Orange. Zu dieser Bahn bestand eine Gleisverbindung nur indirekt über die Strecke der Straßenbahn Newark.

## Geschichte

### Vorgeschichte
Die Stadt Orange, die sich bereits in der ersten Hälfte des 19. Jahrhunderts zu einem Zentrum der Hutindustrie entwickelt hatte, besaß seit 1835 einen Eisenbahnanschluss. Diese Bahnstrecke wurde später zur Hauptstrecke der Delaware, Lackawanna and Western Railroad und wird heute durch New Jersey Transit betrieben. Der Bahnhof von Orange liegt direkt im Stadtzentrum an der Lincoln Avenue. Anfang der 1860er Jahre wurden die Vorstädte South Orange, East Orange und West Orange als eigenständige Gemeinden aus dem Stadtgebiet ausgegliedert. 1862 erreichte die erste Pferdebahn der Straßenbahn Newark East Orange. Ihre Strecke lag in der Main Street und endete an der Ecke Harrison Street, nahe der Stadtgrenze von Orange. Sie wurde kurz danach durch die Main Street bis zur Lincoln Avenue im Stadtzentrum von Orange verlängert.
1876 baute die Montclair and Greenwood Lake Railroad, ein Vorgängerbetrieb der Erie Railroad eine Zweigstrecke von Forest Hill zum Llewellyn Park in West Orange. Die Stadt Orange erhielt an dieser Strecke ebenfalls eine Station, die anfangs Watchung genannt wurde und sich im Norden der Stadt an der Washington Street befand. 1881 wurde sie zu ihrem Endbahnhof in West Orange an der Main Street verlängert. Der Bahnhof befand sich neben der St. Mark’s Church direkt auf der Stadtgrenze zwischen Orange und West Orange. Die beiden Eisenbahnstrecken waren untereinander nicht verbunden, der Endbahnhof West Orange der Erie Railroad lag etwa 500 Meter vom Bahnhof Orange der DLW entfernt.

### Pferdebahn und elektrische Testbetriebe
Am 18. Mai 1886 gründeten Unternehmer die Orange Crosstown and Orange Valley Street Railway Company. Präsident der Bahn wurde Francis M. Eppley, Geschäftsführer wurde George Spottiswoode. Sie hatten sich zum Ziel gesetzt, eine Pferdebahnstrecke durch Orange zu bauen, die den bisher nur schlecht angebundenen Süden der Stadt ans Zentrum anbinden und zudem die beiden Eisenbahnstrecken der Stadt verbinden sollte.
1887 hatte sich Thomas Alva Edison in West Orange angesiedelt und sein elektrisches Versuchslabor aufgebaut. Er beabsichtigte, den elektrischen Strom als Antriebsmittel zu entwickeln und entwarf ein elektrisches Straßenbahnsystem. In Deutschland waren bereits 1881 in Lichterfelde bei Berlin und 1884 in Frankfurt/Main elektrisch betriebene Straßenbahnen gebaut worden. Die in Bau befindliche Straßenbahn Orange sollte als Versuchsobjekt dienen. Er stattete den in der Scotland Road liegenden Abschnitt der Bahn mit einer zweipoligen Fahrleitung aus und rüstete den Pferdebahnwagen 5 mit einem elektrischen Motor aus. Die Stromzufuhr erfolgte über ein Kontaktwägelchen, das auf der Oberleitung rollte und über Kabel mit der Bahn verbunden war.
Am 16. April 1887 begann der elektrische Versuchsbetrieb auf der Scotland Road mit dem umgerüsteten Pendelwagen zwischen der McChesney Street und der Central Avenue. Von dort fuhren Pferdebahnwagen durch die Central Avenue, Lincoln Avenue, vorbei am DLW-Bahnhof Orange, durch die Henry Street, Cone Street (heute South Day Street), Day Street (heute North Day Street), Washington Street, vorbei am Erie-Bahnhof Watchung bis zur Kreuzung Washington Street/Dodd Street. Die Endstelle und der Betriebshof der Bahn befanden sich in der Dodd Street. Als Spurweite für die Bahn wählte man die Pennsylvania-Spur (1588 mm), in der auch die Straßenbahn Newark gebaut war. Die Strecke war eingleisig mit insgesamt elf Ausweichen.
Da die Bahn keine Konzession für den elektrischen Betrieb hatte und die Bevölkerung dem neuen System außerdem skeptisch gegenüberstand, musste am 23. September 1887 der elektrische Betrieb eingestellt und die Anlagen abgebaut werden. Wagen 5 wurde in einen normalen Pferdewagen umgebaut. Die gesamte Strecke von der McChesney Street bis zur Dodd Street wurde nun als Pferdebahn betrieben. Die Bahngesellschaft beabsichtigte nun, die Strecke über East Orange nach Bloomfield zu verlängern und benannte sich zum 29. Februar 1888 in Orange Crosstown and Bloomfield Railway um. Die Verlängerung sollte durch die Dodd Street, Prospect Street, Glenwood Avenue und Broad Street führen. Die neue Endstelle in Bloomfield lag an der Broad Street/Bay Avenue. Auch kurze Erweiterungen des Netzes in Orange wurden gebaut. Im Juni/Juli 1888 gingen die Strecken in Betrieb. An der Glenwood Avenue baute die Bahn außerdem einen Park, der für zusätzliches Beförderungsaufkommen an den Wochenenden sorgen sollte.
Die Gesamtstrecke der Crosstown-Linie war nun 9,44 Kilometer lang, weiterhin eingleisig und verfügte über insgesamt 20 Ausweichen. Die neu eingerichtete etwa 600 Meter lange Tory-Corner-Linie führte vom Depot in der Dodd Street westwärts bis zur Washington Street/Main Street und wurde als Pendellinie betrieben. Der Abschnitt in der westlichen Washington Street war ebenfalls neu gebaut worden. Die Crosstown-Linie wurde in der Scotland Road um etwa 150 Meter bis zur Tremont Avenue verlängert.
Im Dezember 1889 fand ein weiterer von Edison durchgeführter elektrischer Testbetrieb statt. Diesmal wurde die Tory-Corner-Linie elektrifiziert. Als Triebwagen benutzte er den Wagen 6, der einen Motor erhielt. Am 1. Mai 1890 endete der Testbetrieb erneut und die Anlagen wurden wiederum abgebaut. Die Straßenbahn Newark elektrifizierte ihre Orange-Linie am 13. Januar 1892. Bereits am 25. Oktober 1890 war eine zweite Strecke von Newark nach Orange über die Central Avenue als erste elektrische Straßenbahn im Stadtgebiet von Orange eröffnet worden. Die Endstelle dieser Linie lag an der Central Avenue/Scotland Road und die Wagen benutzten auf einem kurzen Stück in der Central Avenue die Gleise der Straßenbahn Orange mit.

### Elektrifizierung
Am 13. Januar 1893 wurde die Orange Valley Street Railway gegründet. Präsident dieser Gesellschaft wurde Frank W. Child, Geschäftsführer war wie bei der bestehenden Bahngesellschaft George Spottiswoode. Diese Gesellschaft wollte eine nur knapp 500 Meter lange elektrische Straßenbahn bauen, die vom Bahnhof Highland Avenue an der DLW-Strecke durch die Freeman Street, Valley Street, Forest Street und Valley Road bis zur Talstation der Bergbahnen am Orange Mountain fahren sollte, um diese Bergbahn an das Eisenbahnnetz anzubinden. Eine Konzession für diese Strecke wurde jedoch nicht genehmigt. Die Eigentümer kauften nun am 18. März 1893 die Pferdebahn und fusionierten die beiden Gesellschaften am 13. April 1893 zur Suburban Traction Company. Child und Spottiswoode wurden Präsident bzw. Geschäftsführer der neuen Gesellschaft. Der neue Eigentümer stellte den Betrieb der Tory-Corner-Linie ein, die Strecke in der Washington Street zwischen Dodd Street und Main Street blieb jedoch liegen.
Die Suburban Traction Company elektrifizierte nun die Pferdebahn mit dem anderenorts bereits bewährten einpoligen Oberleitungssystem. Hierzu wurde die Strecke mit neuen, stärkeren Gleisen ausgestattet und die Bahn erwarb acht neue elektrische Triebwagen von der Firma Brill. Am 30. März 1894 nahm die Crosstown-Linie zwischen Scotland Road und dem Depot den elektrischen Betrieb auf. Der Rest der Strecke bis Bloomfield wurde erst am 17. Juni 1895 elektrifiziert.
Inzwischen baute die Bahngesellschaft jedoch auch eine Neubaustrecke nach West Orange, die 1894 eröffnet wurde. Sie begann an der Washington Street/Watchung Avenue und verlief durch die Watchung Avenue, Chestnut Street, Oxford Place, Cherry Street, Harrison Avenue, Mississippi Avenue, und weiter über einen eigenen Bahnkörper, der heute teilweise die Wilfred Street, Moore Terrace, Pen Bryn Road und Nutwold Avenue trägt, bis zur Mountain Avenue. Die Endstelle am Fuß des Eagle Rock lag an der Ecke Mountain Avenue/Murray Street. Dadurch wurde auch ein kurzer Abschnitt der früheren Tory-Corner-Linie zwischen Dodd Street und Watchung Avenue elektrifiziert und wieder linienmäßig befahren. Die Eagle-Rock-Linie begann wie die Crosstown-Linie an der Scotland Road/Tremont Avenue und war insgesamt 7,31 Kilometer lang. Beide Linien wurden im 20-Minuten-Takt befahren, sodass auf der Kernstrecke zwischen Tremont Avenue und dem Depot alle 10 Minuten ein Wagen fuhr.
Im August 1896 verlängerte man die Hauptstrecke in der Scotland Road wiederum um etwa 100 Meter bis zur Morris Street. Nun wurde die Linienführung geändert. Die Crosstown-Linie verkehrte nun von der Morris Street bis Bloomfield alle 10 Minuten. Die Eagle-Rock-Linie begann nun an der Washington Street/Day Street und verkehrte nur noch alle 30 Minuten mit einem einzelnen Pendelwagen. Später wurde die Wagenfolge auf 34,5 Minuten verlängert, um Pausenzeiten an den Endstellen einzurichten. Auf dieser Linie wurden im Sommer vor allem offene Wagen eingesetzt. Sie diente am Wochenende hauptsächlich dem Ausflugsverkehr. Am 8. Dezember 1896 musste die Bahngesellschaft Konkurs anmelden.

### Weiterer Ausbau des Netzes
Die am 5. Juli 1898 gegründete Orange and Passaic Valley Railway kaufte am selben Tag die Suburban Traction Company. Präsident wurde nun Charles Stirling. Die Betriebsführung ging am 24. August auf den neuen Eigentümer über, die Fusion erfolgte am 6. September 1898. Die Gesellschaft baute nun das gesamte Netz auf Normalspur (1435 mm) Gleisspurweite um, was im Juni 1899 abgeschlossen war. Zur selben Zeit hatte die Straßenbahn Newark ihre Orange-Linie durch die Main Street, Valley Street (heute Teil der Main Street) und Harrison Avenue bis zur Harrison Avenue/Mississippi Avenue verlängert, wo bereits die Gleise der Eagle-Rock-Linie lagen. An der Kreuzung baute man ein Gleisdreieck ein, sodass wieder eine Verbindung zwischen den Straßenbahnen Orange und Newark entstanden war. Auch in Bloomfield baute man eine Verbindungskurve an der Broad Street/Bloomfield Avenue ein. Die etwa 1894 durch die Umspurung unterbrochene Verbindung an der Central Avenue wurde nun ebenfalls wieder eingebaut. Eine weitere Verbindung mit dem Newark-Netz erfolgte in West Orange. Das Gleis der ehemaligen Tory-Corner-Linie wurde ebenfalls umgespurt und elektrifiziert. Linienverkehr gab es auf diesem Abschnitt jedoch nicht.
Noch 1898 wurde außerdem an einer dritten Linie, der Valley-Road-Linie gebaut, die in der nördlichen Nachbarstadt Montclair verkehren sollte und unabhängig vom übrigen Netz war. Die Linie war bereits von der Suburban Traction Company geplant. Die Bahn führte von der Bloomfield Avenue/Valley Road durch die Valley Road bis nach Montclair Heights. Die nördliche Endstelle lag an der County-Grenze. Die Strecke war wie das übrige Netz eingleisig mit Ausweichen und verfügte über ein eigenes Depot. An der Bloomfield Avenue bestand Anschluss und eine Gleisverbindung zur Straßenbahn Newark. 1900 plante man nun, diese Strecke über die Bloomfield Avenue, Elm Street, Orange Road und North Park Street bis zur Dodd Street zu verlängern und so mit dem übrigen Netz zu verbinden. In der Bloomfield Avenue sollten die Gleise der Straßenbahn Newark mitbenutzt werden. Allerdings erteilte die Gemeinde East Orange keine Genehmigung für die Strecke durch die North Park Street. Somit wurde nur der Abschnitt bis zur Orange Road/Park Street gebaut, der 1901 eröffnet werden konnte. Ebenfalls 1901 eröffnete die Bahngesellschaft einen neuen achtgleisigen Betriebshof in der Washington Street südlich der Dodd Street. Der alte Betriebshof in der Dodd Street wurde geschlossen und abgerissen.
Am 1. November 1903 pachtete die North Jersey Street Railway die Straßenbahn Orange und übernahm die Betriebsführung. Diese Gesellschaft betrieb unter anderem auch die Straßenbahn Newark und die 1897 bis Orange eröffnete Straßenbahn West Orange–South Orange. Am 24. Juli 1907 kaufte die North Jersey Street Railway die Bahn und am 20. August desselben Jahres übernahm die Public Service Railway die Betriebsführung. Die Verwaltung der Bahn blieb jedoch in den Händen der Orange and Passaic Valley Railway. Nach der Übernahme wurde an der Bloomfield Avenue/Broad Street in Bloomfield eine Gleisverbindung zur Straßenbahn Newark eingebaut und ab dem 17. Juli 1911 richtete diese eine Linie von Newark nach Bloomfield Center ein, die zwischen Bloomfield Avenue und Bay Avenue die Orange-Gleise in der Broad Street mitbenutzte. Sie fuhr anfangs nur im Berufsverkehr, ab 13. November 1911 jedoch ganztags.
1911 erhielt die Bahn auch endlich die Konzession für die Strecke in der North Park Street und ab dem 18. Dezember des Jahres fuhren die Bahnen der Valley-Road-Linie bis zur Morris Street in Orange. Die eingleisige Strecke konnte die zweite Linie jedoch nicht aufnehmen, sodass die Wagen aus Montclair bereits nach kurzer Zeit nur noch bis zum DLW-Bahnhof im Zentrum von Orange fuhren. Am 21. Februar 1916 verlegte man die Endstelle schließlich zur Main Street/Day Street.
Damit war der Streckenbau abgeschlossen. Insgesamt wurde das Netz also wie folgt eröffnet:
| Datum             | Streckenabschnitt |
| ----------------- | --- |
| 16. April 1887    | Scotland Road/McChesney Street – Central Avenue – DLW-Bahnhof – Day Street – Erie-Bahnhof – Dodd Street, Betriebshof                               |
| 30. Juni 1888     | Dodd Street, Betriebshof – Prospect Street – Watsessing Park – Bahnhof Bloomfield – Bloomfield Center, Broad Street/Bay Avenue                     |
| 2. Juli 1888      | Washington Street/Dodd Street – West Orange, Washington Street/Main Street                                                                         |
| Juli 1888         | Scotland Road/Tremont Avenue – Scotland Road/McChesney Street                                                                                      |
| 20. Juli 1894     | Washington Street/Watchung Avenue – West Orange, Mississippi Avenue – Eagle Rock (Mountain Avenue/Murray Street)                                   |
| August 1896       | Scotland Road/Morris Street – Scotland Road/Tremont Avenue                                                                                         |
| 1898              | Montclair, Bloomfield Avenue/Valley Road – Valley Road – Montclair Heights (County-Grenze)                                                         |
| 1901              | East Orange, Orange Road/North Park Street – Elm Street – Bloomfield Avenue/Elm Street (und Mitbenutzung in der Bloomfield Avenue bis Valley Road) |
| 18. Dezember 1911 | East Orange, Dodd Street/North Park Street – North Park Street – Orange Road/North Park Street                                                     |

Ab dem 12. Mai 1917 benutzte die Straßenbahn Newark die Strecke in der Scotland Road mit, als eine Pendellinie von der Morris Street bis zum Betriebshof in der Central Avenue eröffnet wurde. An diesem Tag verkehrten im Netz der Straßenbahn Orange folgende Linien:
| Linienbezeichnung      | Streckenverlauf | Taktfolge (min) |
| ---------------------- | --- | --------------- |
| Crosstown              | Morris Street – Central Avenue – DLW-Bahnhof – Day Street – Erie-Bahnhof – Betriebshof – Watsessing Park – Bahnhof Bloomfield – Bloomfield Center, Bay Avenue | HVZ 6, sonst 12 |
| Central Avenue Shuttle | Morris Street – Central Avenue – Depot Central Avenue (Betriebsführung und Fahrzeugeinsatz durch die Straßenbahn Newark)                                      | unbekannt       |
| Valley Road            | Day Street/Main Street – Betriebshof – East Orange, North Park Street – Montclair, Elm Street – Valley Road – Montclair Heights                               | HVZ 6, sonst 10 |
| Eagle Rock             | Washington Street/Day Street – Betriebshof – Mississippi Avenue – West Orange, Eagle Rock                                                                     | 34,5            |
| Bloomfield             | Newark – Bloomfield Avenue – Bloomfield Center, Bay Avenue (Betriebsführung und Fahrzeugeinsatz durch die Straßenbahn Newark)                                 | unbekannt       |

### Niedergang und Stilllegung
Durch den Kriegseintritt der USA in den Ersten Weltkrieg sanken die Beförderungszahlen ab 1917 rapide. Hinzu kam die zunehmende Motorisierung der Bevölkerung. Die ersten Einschnitte erfuhr die Crosstown-Linie ab dem August 1918, als die Wagenfolge ganztags auf 15 Minuten gedehnt wurde, was im Berufsverkehr eine Reduktion um mehr als die Hälfte des Angebots bedeutete. Der schaffnerlose Betrieb wurde auf der Eagle-Rock-Linie bereits vor dem Krieg eingeführt. Auf der Valley-Road-Linie ging man diesen Schritt zur Kostenersparnis am 31. Januar 1921 und auf der Crosstown-Linie am 16. Februar 1921. Ebenfalls ab 31. Januar 1921 fuhr die Valley-Road-Linie nur noch zwischen Bloomfield Avenue/Valley Road und Montclair Heights und eine neue Elm-Street-Linie pendelte zwischen der Bloomfield Avenue/Elm Street und Day Street/Main Street in Orange, nachdem man die Mitbenutzung der Strecke der Straßenbahn Newark aufgegeben hatte. Die Wagen der Elm-Street-Linie waren im Betriebshof in der Washington Street stationiert, die der Valley-Road-Linie weiterhin in Montclair. Die Elm-Street-Linie fuhr weiterhin im Berufsverkehr alle 6, sonst alle 10, ab 29. Dezember 1921 alle 12 Minuten. Die Linie der Straßenbahn Newark nach Bloomfield Center fuhr ab dem 17. Februar 1921 nur noch im Berufsverkehr. Von 1923 bis 1925 beherbergte der Betriebshof in der Washington Street auch die Wagen der Straßenbahn West Orange–South Orange, die über die Newark-Strecke in der Main Street und die Betriebsstrecke in der westlichen Washington Street dorthin gelangten.
1924 wurde der südliche Teil des Netzes südlich der Main Street sowie die Eagle-Rock-Linie stillgelegt. Dadurch entfiel auch die Shuttle-Linie zur Central Avenue der Straßenbahn Newark. Die Strecke in der Washington Street zwischen Main Street und Dodd Street blieb bis 1925 als Betriebsstrecke erhalten. Ab dem 6. April 1924 verkehrte die Valley-Road-Linie wieder durchgehend bis zur Day Street/Main Street in Orange und die Elm-Street-Linie wurde eingestellt. Eine Einsatzlinie im Schülerverkehr fuhr ab dem 5. Februar 1925 nachmittags von der Normal School in Montclair bis zur Elm Street/Bloomfield Avenue, ab 17. Dezember 1926 nur noch bis zur Valley Road/Bloomfield Avenue. Bis 1929 wurde das übrige Netz stillgelegt. Die Central-Avenue-Linie der Straßenbahn Newark verkehrte noch bis 1947 nach Orange, die Orange-Linie wurde am 1. März 1951 im Stadtgebiet von Orange und East Orange stillgelegt.
Im Einzelnen wurden die Strecken wie folgt stillgelegt:
| Datum             | Streckenabschnitt |
| ----------------- | --- |
| 20. April 1924    | Washington Street/Watchung Avenue – Eagle Rock (Ein kurzer Abschnitt in der Mississippi Avenue bleibt für die Straßenbahn Newark erhalten, Stilllegung am 1. März 1951.)                            |
| 20. Juni 1924     | Scotland Road/Morris Street – Central Avenue – DLW-Bahnhof – Day Street/Main Street (Das Gleis in der Central Avenue bleibt für die Straßenbahn Newark erhalten, Stilllegung am 14. Dezember 1947.) |
| 30. November 1925 | Washington Street/Main Street – Washington Street/Dodd Street (war Betriebsstrecke) |
| 20. März 1927     | North Park Street/Dodd Street – North Park Street – Elm Street – Bloomfield Avenue/Elm Street |
| 7. August 1927    | Bahnhof Bloomfield – Bloomfield, Broad Street/Bay Avenue |
| 3. Januar 1928    | Bloomfield Avenue/Valley Road – Montclair Heights |
| 2. Juni 1929      | Day Street/Main Street – Erie-Bahnhof – Betriebshof – Watsessing Park – Bahnhof Bloomfield |

## Fahrzeuge
Bei Eröffnung des Pferdebahnbetriebs standen der Bahn fünf Wagen der John Stephenson Car Company zur Verfügung, die die Nummern 1 bis 5 erhielten. Wagen 5 war während des ersten elektrischen Probebetriebs zum elektrischen Triebwagen umgerüstet worden. Hinzu kam ein Wagen unbekannter Herkunft (Nr. 6) sowie zwei Wagen der J. G. Brill Company (Nr. 7 und 8). Alle acht Wagen waren geschlossen. Die beiden Brill-Wagen wurden schon 1888 wieder verkauft und stattdessen sieben weitere Stephenson-Wagen gekauft, die die Nummern 7 bis 13 erhielten. 1889/1890 war Wagen 6 für den zweiten elektrischen Testbetrieb kurzzeitig zum elektrischen Triebwagen umgerüstet worden.
Mit Aufnahme des elektrischen Betriebs 1894 wurden die Pferdebahnwagen abgegeben und acht geschlossene elektrische Triebwagen von Brill gekauft, die wiederum die Nummern 1 bis 8 bekamen. Hinzu kamen ebenfalls von Brill hergestellte sechs offene Triebwagen mit den Nummern 100 bis 105, sowie ein Sprühwagen der Firma Studebaker. 1895 wurden sechs weitere offene Triebwagen von der Jackson & Sharp Company gekauft. Sie erhielten die Nummern 106, 107 und 109 bis 112.
Die offenen Brill-Wagen erhielten 1898 bei der Orange and Passaic Valley Railway (O&PV) die Nummern 51 bis 56, die geschlossenen Wagen behielten ihre Nummern. Wagen 51 verunfallte am 5. Juni 1903 und wurde daraufhin verschrottet. Die übrigen Brill-Wagen wurden 1907 in den Wagenpark der Public Service Railway (PS) überführt und erhielten die Nummern 246 und 691 bis 694. Die Jackson&Sharp-Wagen bekamen bei der O&PV die Nummern 57 bis 62 und bei der PS dann die Nummern 247 und 695 bis 699. Die O&PV erwarb 1898 eine Serie von 16 geschlossenen Triebwagen von Brill und Stephenson, die die Nummern 100 bis 115 erhielten. Die meisten der Wagen wurden schon bald wieder abgegeben und die noch verbliebenen Wagen 100, 111 und 115 wurden bei der PS mit den Nummern 4 bis 6 aufgenommen.
Ebenfalls 1898 pachtete man fünf gebrauchte Triebwagen von der Straßenbahn Philadelphia, die ursprünglich ebenfalls von Brill und Stephenson gebaut worden waren. Diese behielten ihre Philadelphia-Nummern 575 bis 579 und wurden 1903 an die North Jersey Street Railway nach Newark abgegeben. Eine weitere Serie von 15 geschlossenen Wagen (Nr. 200 bis 214) und fünf offenen Wagen (Nr. 63 bis 67) wurde 1901 bzw. 1902 von der Firma Laclede beschafft. Sie erhielten bei der PS die Nummern 939 bis 953 bzw. 889 bis 893. Hinzu kamen im Jahr 1900 von Brill ein Sprühwagen (Nr. 1001) sowie ein Schienenreinigungswagen (Nr. 1002) und von der Firma Taunton ein Schneepflug (Nr. 1003). Der Notfallwagen 80 und der Flachwagen 81 wurden 1903 in der eigenen Werkstatt gebaut. Über den Verbleib dieser Arbeitswagen ist nichts bekannt.